# Codex Fuldensis

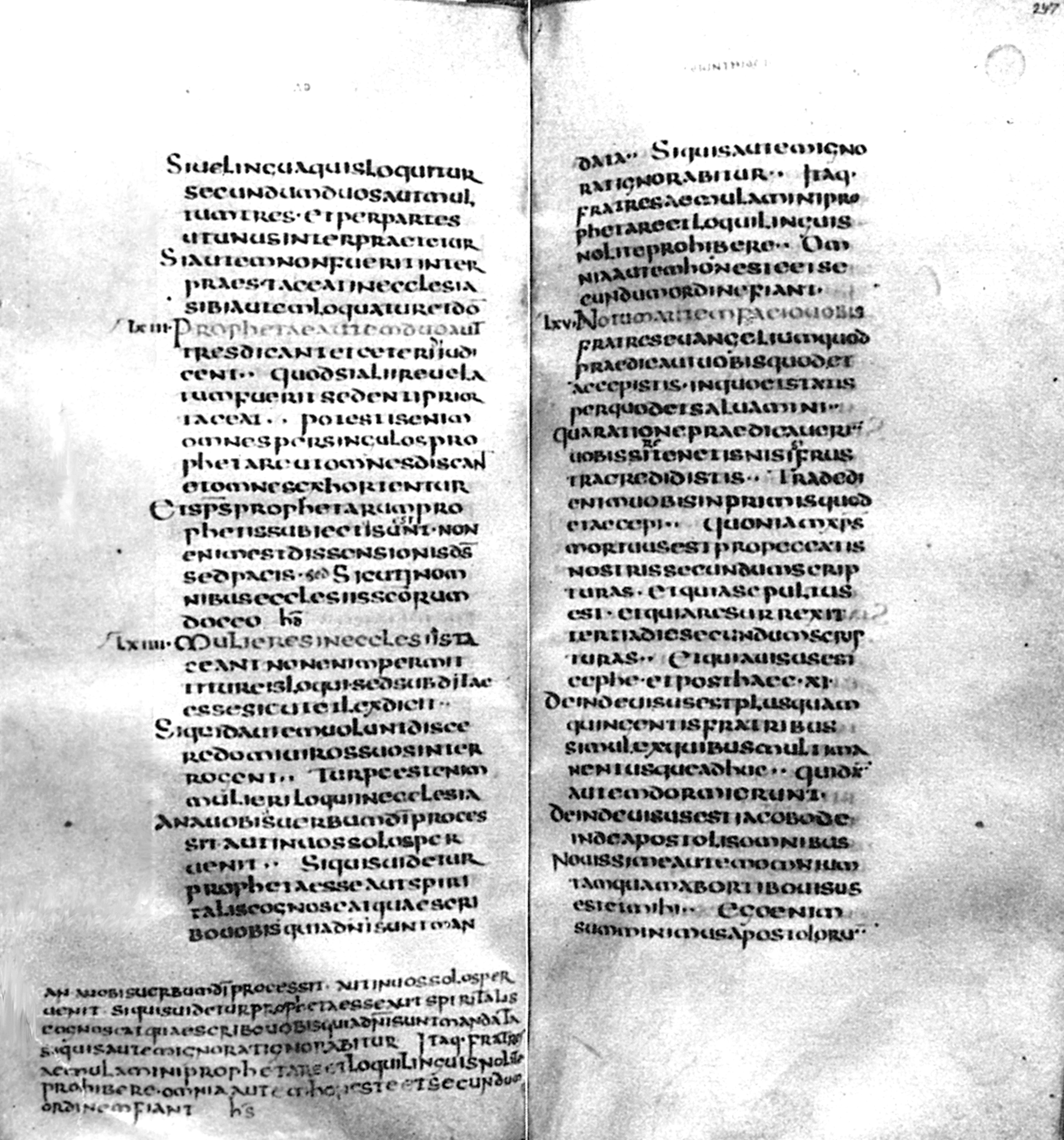
Fragment del Codex Fuldensis

El Codex Fuldensis (F) és un manuscrit uncial del segle vi de l'Antic i Nou Testament. Està escrit en llatí, sobre pergamí, amb lletres uncials, i es conserva a l'Abadia de Fulda (Abb. 61) a Fulda (Alemanya). Es tracta d'un manuscrit de la Vulgata. Conté l'Epístola als Laodicencs.